# Sindap (métro de Séoul)
Sindap (en coréen 용답역) est une station de passage de la branche Seongsu de la ligne 2 du métro de Séoul. Elle est située au 232 Cheonho-daero, dans l'arrondissement Seongdong-gu, à Séoul en Corée du Sud.
Ouverte en 1980, elle est desservie par les rames, de la ligne 2, qui circulent sur la branche Seongsu.

## Situation sur le réseau

Plan du réseau (2023)

Établie en surface, la station de passage Sindap est située, sur la branche Seongsu de la ligne 2 du métro de Séoul. Entre la station Yongdap en direction de Seongsu, terminus de la branche qui permet les correspondances avec la ligne principale circulaire, et la station Yongdu en direction du terminus Sinseol-dong.

## Histoire
La station Sindap, est mise en service le 31 octobre 1980 sur la branche Seongsu de la Ligne 2 du métro de Séoul.

## Services aux voyageurs

### Accès et accueil
Établie au 232 Cheonho-daero, la station dispose d'un unique accès l'entrée du bâtiment de la station. Elle dispose d'automates pour l'achat de titres de transports.

### Desserte
Sindap est desservie par les rames qui circulent sur la branche Seongsu, entre Seongsu et Sinseol-dong.

Installations
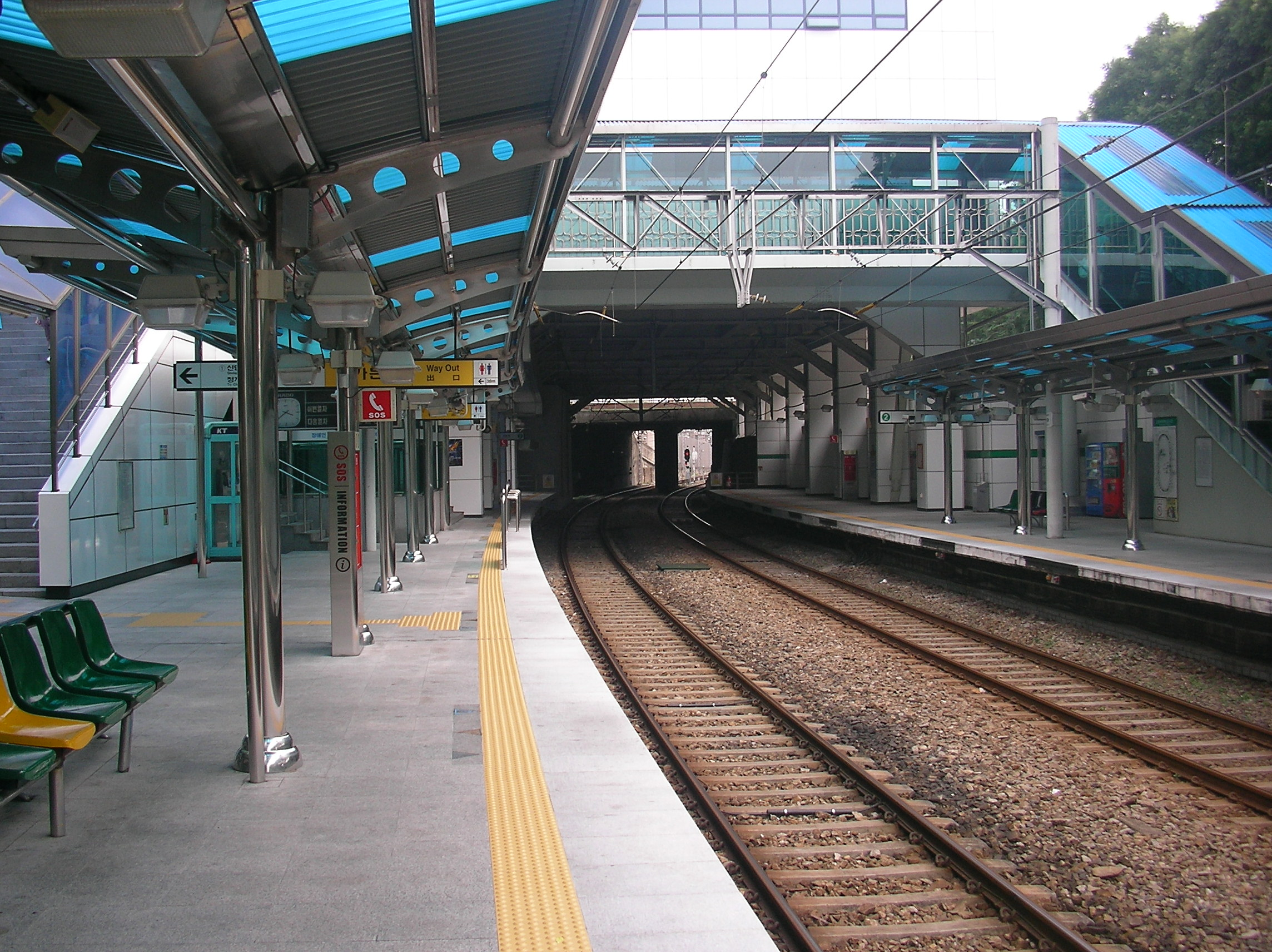
En 2007 (sans portes palières).
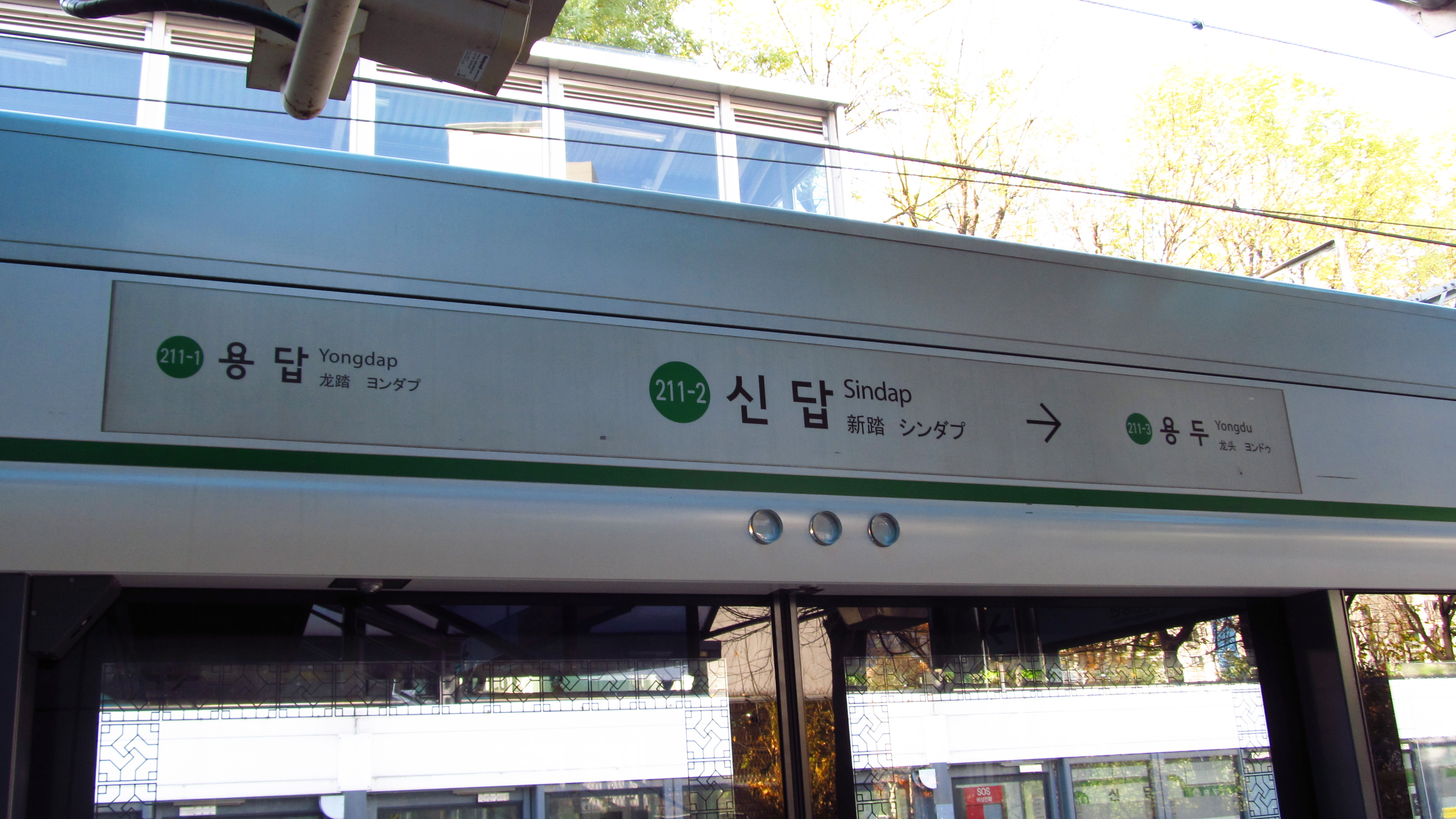
En 2018.
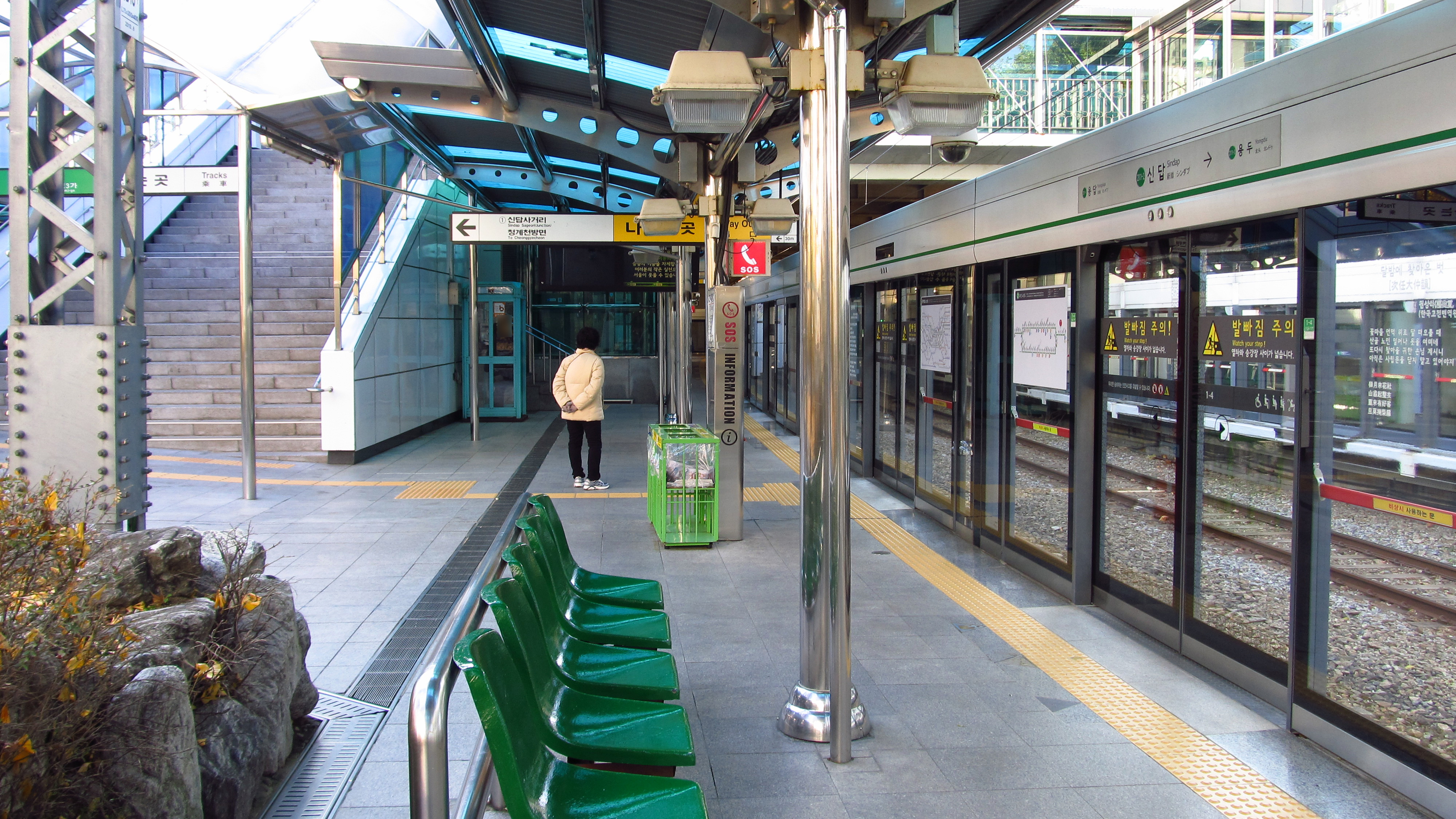
En 2018 (avec portes palières).

### Intermodalité
Des arrêts de bus urbains sont situés à proximité de l'accès à la station.